# Mộ Dung Thùy
Mộ Dung Thùy (tiếng Trung: 慕容垂; bính âm: Mùróng Chuí) (326–396), tên tự Đạo Minh (道明), gọi theo thụy hiệu là (Hậu) Yên Vũ Thành Đế ((後)燕武成帝) là một đại tướng của nước Tiền Yên và sau này trở thành hoàng đế khai quốc của Hậu Yên. Ông là một nhân vật gây tranh cãi trong lịch sử Trung Quốc. Ông đã buộc phải chạy trốn khỏi Tiền Yên do sự đố kỵ của nhiếp chính Mộ Dung Bình, ông sau đó đã được hoàng đế Phù Kiên của Tiền Tần tin tưởng nhưng lại phản bội và lập nên nước Hậu Yên. Hơn nữa, danh tiếng của ông đã bị tổn hại ngay sau khi ông qua đời do Hậu Yên đã đại bại dưới tay nước Bắc Ngụy của Thác Bạt Khuê. Người ta cho rằng Mộ Dung Thùy đã góp phần vào thất bại này do đã không xây dựng được một nền móng vững chắc cho đất nước và do ông đã lựa chọn sai lầm người kế vị.

## Dưới thời Tiền Yên

### Dưới thời Mộ Dung Hối và Mộ Dung Hoảng
Mộ Dung Thùy sinh năm 326, cha ông là Mộ Dung Hoảng lúc đó vẫn là thế tử của Liêu Đông công Mộ Dung Hối, một chư hầu của nhà Tấn. Mộ Dung Thùy là con trai thứ năm của Mộ Dung Hoảng. Cha ông sau khi kế vị tước hiệu Liêu Đông công vào năm 333 đã muốn lập ông làm thế tử song các quan lại đã chống lại ý định này và muốn lập người con trưởng của chính thất là Mộ Dung Tuấn, Mộ Dung Hoảng chấp thuận yêu cầu của các bá quan song vẫn rất sủng ái ông và chính thức đặt tên cho ông là Mộ Dung Bá (慕容霸, Bá nghĩa là bá chủ). Do vậy, Mộ Dung Tuấn rất ghen tị với người em trai của mình.
Mộ Dung Bá trở thành một tướng quân của phụ thân từ khá sớm, sau khi ông ta xưng làm Yên vương và lập nước Tiền Yên, mặc dù trên danh nghĩa thì Tiền Yên vẫn là một chư hầu của Tấn. Năm 344, vì có những đóng góp trong cuộc chinh phục Vũ Văn bộ, Mộ Dung Bá đã được phong làm Đô Hương hầu. Sau đó, Mộ Dung Bá được phân đến vùng biên giới với kinh địch Hậu Triệu, tướng Đặng Hằng (鄧恆) của Hậu Triệu khi đó đang tìm cơ hội để tiến đánh Tiền Yên, và Mộ Dung Bá đã thắng lợi trước họ Đặng, khiến cho Đặng không thể mở một chiến dịch. Trong một lần săn bắn, ông đã bị ngã ngựa và mất một chiếc răng. Sau khi Mộ Dung Tuấn kế vị Mộ Dung Hoảng năm 348, do ông ta vẫn còn ghen tị với Mộ Dung Bá nên đã đổi tên cho hoàng đệ thành Mộ Dung Quái, song sau đó đã nhanh chóng phát hiện ra rằng Quái là một chữ có nghĩa là thịnh vượng trong tiên tri, và do đó lại một lần nữa đổi tên ông thành Mộ Dung Thùy, và từ đó ông được biết đến với cái tên này.

### Dưới thời Mộ Dung Tuấn
Ngay sau khi Mộ Dung Tuấn kế vị Mộ Dung Hoảng, nước Hậu Triệu ở phương nam sụp đổ sau cái chết của Thạch Hổ, các con trai của Thạch Hổ và Thạch Mẫn (về sau cải tên về họ của cha ruột là "Nhiễm") đã xung đột với nhau. Mặc dù phía kình địch đang rối loạn, Mộ Dung Tuấn vẫn lưỡng lự trong việc nam chinh để chiếm lãnh thổ Hậu Triệu, song Mộ Dung Thùy đã thuyết phục ông rằng thời cơ đã chín muồi. Mộ Dung Thùy sau đó là một trong các tướng chính trong đại quân nam chinh của Mộ Dung Tuấn, quân Tiền Yên đã bắt và giết được Nhiễm Mẫn vào năm 352, chiếm được nửa phía đông của lãnh thổ Hậu Triệu. Trong những năm tiếp theo, Mộ Dung Thùy đã tham gia chinh phạt nhiều tướng của Hậu Triệu vẫn còn bán độc lập. Vào mùa đông năm 352, Mộ Dung Tuấn chính thức tuyên bố độc lập khỏi Tấn, xưng đế, và năm 354, ông ta đã lập nhiều hoàng tử, hoàng đệ và hoàng thân làm thân vương, Mộ Dung Thùy khi đó được phong làm Ngô vương.
Tuy nhiên, Mộ Dung Tuấn vẫn tiếp tục ghen tị với tài năng của Mộ Dung Thùy. Trong một thời gian ngắn, Mộ Dung Thùy được giao chức phòng thủ một thành quan trọng và cũng là cố đô, tức Long Thành (龍城, nay là Cẩm Châu, Liêu Ninh), song sau khi Mộ Dung Thùy cai quản khu vực này một cách thành công và giành được sự ủng hộ của người dân, Mộ Dung Tuấn lại sợ hãi và triệu hồi ông về kinh đô Nghiệp Thành (鄴城, nay thuộc Hàm Đan, Hà Bắc).
Năm 358, Mộ Dung Thùy đã mất đi vương phi họ Đoàn của mình trong một mưu đồ chính trị. Đoàn vương phi là con gái của Đoàn Mạt Ba (段末波) và có nguồn gốc từ tộc tưởng của Đoàn bộ, bà tự hào vì xuất thân của mình và thiếu tôn trọng Khả Túc Hồn Hoàng hậu. Có lẽ do bị Hoàng hậu xúi giục nên hoạn quan Niết Hạo (涅浩) đã vu cáo Đoàn vương phi dùng yêu thuật. Mộ Dung Tuấn đã cho bắt bà cùng người bị cho là đồng mưu là Cao Bật (高弼), người này cũng là một trợ thủ của Mộ Dung Thùy.
Đoàn vương phi và Cao Bật đã bị tra tấn, tuy nhiên họ vẫn từ chối nhận tội dùng yêu thuật và vì thế lại càng bị tra tấn hơn nữa. Mộ Dung Thùy đau buồn trước những gì mà vợ mình phải chịu nên ông đã gửi một lời nhắn để thuyết phục bà nhận tội để chấm dứt nỗi đau khổ của mình, song vương phi đã từ chối vì lo sợ nó có thể liên lụy đến gia tộc họ Đoàn của mình.
Trong những lần thẩm vấn, Đoàn vương phi đã trả lời một cách hợp lý và Mộ Dung Thùy đã tránh được việc bị lôi kéo vào vụ việc, tuy vậy vương phi vẫn chết trong ngục do bị tra tấn hoặc bị hành hình bí mật.
Mộ Dung Thùy sau đó lấy chị em gái của bà làm vương phi mới. Tuy nhiên, sau một thời gian ngắn, Khả Túc Hồn Hoàng hậu đã ra lệnh phế bỏ Đoàn vương phi, và gả một chị em gái của Hoàng hậu cho Mộ Dung Thùy làm tân vương phi. Mộ Dung Thùy đã không dám từ chối, song ông cũng không hài lòng, và Hoàng hậu đã trở nên bực tức với ông. Do vậy, Mộ Dung Thùy trong một thời gian ngắn đã bị đưa đi làm thứ sử ở Bình Châu (平州, nay là đông bộ Liêu Ninh) xa xôi. Ông đã chỉ được triệu hồi về kinh khi Mộ Dung Tuấn lâm bệnh vào năm 359.
Năm 360, Mộ Dung Tuấn qua đời và thái tử Mộ Dung Vĩ lên kế vị, người nhiếp chính là Thái Nguyên vương Mộ Dung Khác.

### Dưới thời Mộ Dung Vĩ

#### Thời Mộ Dung Khác nhiếp chính
Không giống như Mộ Dung Tuấn, Mộ Dung Khác rất tin tưởng Mộ Dung Thùy và tham khảo ý kiến của ông trong nhiều quyết định, bao gồm phải làm gì với Mộ Dư Căn (慕輿根) khi người này âm mưu làm phản năm 360. Cuối năm đó, Mộ Dung Khác đã cử Mộ Dung Thùy đi bình định các châu phía nam (những nơi này đã rối loạn sau cái chết của Mộ Dung Tuấn). Năm 365, ông đã giúp Mộ Dung Khác chiếm thành Lạc Dương của Đông Tấn, và sau đó đã trở thành chỉ huy quân Tiền Yên ở phương nam, chống lại các cuộc phản công nếu có của Đông Tấn.
Năm 367, Mộ Dung Khác lâm bệnh và lúc trên giường bệnh, ông ta đã khuyên Mộ Dung Vĩ hãy để Mộ Dung Thùy kế nhiệm mình. Ông ta cũng cố thuyết phục anh trai Mộ Dung Vĩ là Mộ Dung Tang (慕容臧) và đồng nhiếp chính Mộ Dung Bình (慕容評) ít nhất cũng nên trao binh quyền cho Mộ Dung Thùy. Tuy vậy, sau cái chết của Mộ Dung Khác, Mộ Dung Bình và Khả Túc Hồn Hoàng hậu đã không làm theo lời khuyên này, Mộ Dung Bình là người nhiếp chính duy nhất trong khi binh quyền nằm trong tay Mộ Dung Xung (慕容沖).

#### Thời Mộ Dung Bình nhiếp chính
Cả Mộ Dung Bình và Khả Túc Hồn Hoàng hậu đều không tin tưởng Mộ Dung Thùy, và ông do vậy cũng không được trao các nhiệm vụ quan trọng. Năm 368, khi bốn công tước của nước Tiền Tần nổi loạn chống lại hoàng đế Phù Kiên và tìm kiếm sự hỗ trợ từ Tiền Yên, Mộ Dung Thùy là một trong những người ủng hộ việc trợ giúp cho bốn công tước này và nắm lấy cơ hội để chinh phục Tiền Tần. Tuy nhiên, Mộ Dung Bình đã từ chối làm như vậy, quân Tiền Tần sau đó đã bắt được và giết chết bốn công tước.
Năm 369, tướng Hoàn Ôn của Tấn mở một chiến dịch tấn công Tiền Yên, đánh bại các đội quân Tiền Yên đến giao chiến và tiến đến Phương Đầu (枋頭, nay thuộc Hạc Bích, Hà Nam), gần Nghiệp Thành. Mộ Dung Vĩ và Mộ Dung Bình hoảng sự và nghĩ đến chuyện chạy trốn về cố đô Long Thành. Tuy nhiên, Mộ Dung Thùy đã tình nguyện dẫn quân đi đánh Hoàn Ôn một lần cuối, và ông cùng với em trai Mộ Dung Đức đã khiến cho Hoàn Ôn phải đại bại. Quân cứu viện từ Tiền Tần (được Tiền Yên yêu cầu) sau đó đã đến, và hai đội quân đã đánh bại Hoàn Ôn trong một trận đánh lớn khác, chấm dứt tham vọng tiêu diệt Tiền Yên của Hoàn Ôn.
Tuy nhiên, Mộ Dung Bình và Khả Túc Hồn Hoàng hậu sau đó thậm chí còn có thái độ ghen tị hơn với Mộ Dung Thùy và từ chối ban thưởng cho các binh lính của ông như thỉnh cầu. Mộ Dung Bình và Khả Túc Hồn Hoàng hậu còn tính đến việc giết chết ông. Con trai của Mộ Dung Khác là Mộ Dung Khải (慕容楷) và cậu của Mộ Dung Thùy là Lan Kiến (蘭建) đã đề nghị rằng ông nên tiến hành chính biến, song Mộ Dung Thùy đã từ chối. Thay vào đó, ông nghe theo lời thế tử Mộ Dung Lệnh (慕容令), tìm cách chạy trốn và tiếp quản Long Thành để cố hòa giải với triều đình.
Mộ Dung Thùy thực hiện kế hoạch vào mùa đông năm 369. Tuy nhiên, khi ông rời Nghiệp Thành, người con trai Mộ Dung Lân mà ông không sủng ái đã quay trở lại Nghiệp Thành và báo cáo với triều đình, Mộ Dung Bình vì thế đã cử một đội quân đuổi theo ông. Mộ Dung Thùy sau đó đã thay đổi kế hoạch và chạy trốn đến Tiền Tần. Ông sau đó giải tán những người đi theo và chạy về phía nam. Trên đường, một người con trai khác là Mộ Dung Mã Nô (慕容馬奴) đã muốn chạy về Nghiệp Thành và đã bị ông giết chết. Khi ông dừng chân ở Hoàng Hà, ông đã giết chết chỉ huy của đội quân chặn đường mình, sau đó chạy đến Tiền Tần cùng Đoàn vương phi và các con trai gồm Mộ Dung Lệnh, Mộ Dung Bảo, Mộ Dung Nông, Mộ Dung Long, cùng với Mộ Dung Khải, Lan Kiến và Cao Bật. Còn Khả Túc Hồn vương phi thì vẫn ở lại Nghiệp Thành.

## Phụng sự Tiền Tần
Khi Mộ Dung Thùy đến lãnh thổ Tiền Tần, vì Phù Kiên từ lâu đã muốn chính phục Tiền Yên song vì lo sợ trước tài quân sự của Mộ Dung Thùy, nay đã hết sức hài lòng và đã ra khỏi kinh thành Trường An để đích thân chào đón Mộ Dung Thùy. Hoàng đế Tiền Tần lập Mộ Dung Thùy làm Tân Đồ hầu và trao cho ông nhiều vinh dự, bất chấp mối nghi ngại của thừa tướng Vương Mãnh. Mộ Dung Thùy cũng trở thành một trong các tướng của Tiền Tần.
Đến năm 369, sau khi Mộ Dung Bình từ chối nhượng vùng Lạc Dương cho Tiền Tần (là vùng mà Tiền Yên đã hứa sẽ nhượng lại khi tìm kiếm sự trợ giúp của Tiền Tần nhắm chống Tấn) Phù Kiên đã cử Vương Mãnh đi thảo phạt Tiền Yên. Vương Mãnh yêu cầu Mộ Dung Lệnh đi cùng ông ta với vai trò là người chỉ đường. Sau khi chiếm Lạc Dương vào đầu năm 370, Vương Mãnh hối lộ người hầu cận của Mộ Dung Thùy là Kim Hi (金熙) để hắn gửi cho Mộ Dung Lệnh một thông điệp sai rằng Mộ Dung Thùy đã nghe được tin Khả Túc Hồn Thái hậu đã hối tiếc về hành động của bà và do đó ông đã đào thoát về Tiền Yên. Mộ Dung Lệnh không thể xác minh thực hư của thông điệp và đã quyết định đào thoát về Tiền Yên. Vương Mãnh ngay lập tức cáo buộc Mộ Dung Lệnh tội phản quốc và Mộ Dung Thùy vì sợ hãi nên đã chạy trốn song đã bị bắt. Mặc dù vậy, Phù Kiên tin rằng Mộ Dung Lệnh đã hành động một cách độc lập và đã ân xá cho Mộ Dung Thùy. Triều đình Tiền Yên không tin tưởng Mộ Dung Lệnh và đã cho lưu đày ông, và sau khi Mộ Dung Lệnh cố khởi đầu một cuộc nổi loạn, ông ta đã bị giết chết trong trận chiến sau khi bị em trai Mộ Dung Lân phản bội.
Năm 370, sau khi Vương Mãnh đánh bại Mộ Dung Bình và chinh phục được Tiền Yên, Mộ Dung Thùy đã theo Phù Kiên đến thăm Nghiệp Thành. Ban đầu, ông dã không che giấu sự căm phẫn với các quan lại đã không trợ giúp ông trong cuộc đấu tranh với Mộ Dung Bình và Khả Túc Hồn Thái hậu, song nghe theo đề nghị của Cao Bật, ông đã bắt đầu đối xử với họ tử tế và trong lòng nuôi ý định phục Yên. Tuy nhiên, năm 372, ông cáo buộc Mộ Dung Bình là nguồn gốc của việc Tiền Yên sụp đổ và thỉnh cầu Phù Kiên trả thù Tiền Yên bắt cách hành hình Mộ Dung Bình song Phù Kiên đã không làm theo, Mộ Dung Bình bị đưa đi làm thái thú ở một quận xa xôi.
Năm 378, Mộ Dung Thùy tham gia một chiến dịch do con trai của Phù Kiên, tức Phù Phi chỉ huy để đánh thành Tương Dương của Đông Tấn. Năm 382, khi Phù Kiên muốn mở một chiến dịch lớn nhằm tiêu diệt Tấn và thống nhất Trung Quốc, hầu hết quan lại bao gồm cả thừa tướng Phù Dung đã phản đối song Mộ Dung Thùy và Diêu Trường lại thúc đẩy kế hoạch, cuối cùng thì Phù Kiên đã cho mở chiến dịch vào mùa thu năm 383. Tuy nhiên, quân Tiền Tần do Phù Dung chỉ huy đã đại bại trước quân Tấn trong trận Phì Thủy mặc dù vượt trội về quân số; Phù Dung bị giết và hầu như toàn bộ quân Tiền Tần đã sụp đổ, chỉ có lực lượng do Mộ Dung Thùy chỉ huy là còn nguyên vẹn, và Phù Kiên thì bị một mũi tên làm bị thương trong trận chiến, và đã chạy đến chỗ Mộ Dung Thùy. Con trai của Mộ Dung Thùy là Mộ Dung Bảo và em trai mộ Dung Đức đều cố thuyết phục Mộ Dung Thùy giết chết Phù Kiên trong lúc thuận lợi này và phục Yên, song Mộ Dung Thùy đã từ chối và trao quyền chỉ huy quân lính cho Phù Kiên và trở về Lạc Dương cùng hoàng đế. Tuy nhiên, theo đề xuất của con trai là Mộ Dung Nông, ông đã lên kế hoạch nổi loạn nhằm phục Yên sau đó.
Mộ Dung Thùy nói với Phù Kiên rằng ông lo sợ những người dân trên đất Tiền Yên cũ sẽ nổi loạn và rằng sẽ tốt hơn nếu ông dẫn đầu một đội quân đến bình định khu vực. Phù Kiên chấp thuận điều này bất chấp sự phản đối của Quyền Dực (權翼). Mộ Dung Thùy cầm quân đi đến Nghiệp Thành, thành lúc này đang do Phù Phi bảo vệ. Hai người nghi ngờ lẫn nhau song cả hai đều không phục kích đối phương. Khi tộc trưởng Đinh Linh là Địch Bân (翟斌) nổi loạn và tấn công Lạc Dương (thành đang do em trai của Phù Phi là Phù Huy (苻暉) trấn giữ) Phù Phi đã lệnh cho Mộ Dung Thùy đi đánh dẹp cuộc nổi loạn của Trạch Bân, và Phù Phi cũng cử thuộc hạ là Phù Phi Long (苻飛龍) làm phụ tá cho Mộ Dung Thùy. Tuy nhiên trên đường đi đến Lạc Dương, Mộ Dung Thùy đã giết chết Phù Phi Long cũng các lính người người Đê và chuẩn bị sẵn sàng để công khai nổi loạn. Trong khi đó, mặc dù nghi ngờ Mộ Dung Thùy song Phù Phi lại không giám sát Mộ Dung Nông, Mộ Dung Khải và Mộ Dung Thiệu (慕容紹), và ba người này đã chạy khỏi Nghiệp Thành rồi khởi đầu một cuộc nổi loạn riêng của mình.
Vào mùa xuân năm 384, Mộ Dung Thùy lúc này vẫn chưa công khai nổi loạn chống Tiền Tần, đã đến Lạc Dương song Phù Huy đã nghe tin về cái chết của Phù Phi Long nên đã từ chối nghênh đón ông. Mộ Dung Thùy sau đó lập liên minh với Trạch Bân và người này đã thúc giục ông xưng đế, tuy nhiên, Mộ Dung Thùy đã từ chối và lý luận rằng mình nên chào đón Mộ Dung Vĩ trở lại làm hoàng đế và chỉ xưng làm Yên vương, chính thức tuyệt giao với Tiền Tần và lập nên Hậu Yên.

## Hoàng đế Hậu Yên

### Thời kỳ đầu: khởi binh chống Tiền Tần
Ngay lập tức, Mộ Dung Thùy đã tiến hành giao tranh để chiếm các lãnh thổ của Tiền Yên trước đó. Cả ông và Mộ Dung Nông đều nhanh chóng chiếm được nhiều thành, Lạc Dương và Nghiệp Thành vì thế bị cô lập. Phù Phi đã cố thuyết phục Mộ Dung Thùy chấm dứt cuộc nổi loạn song ông đã từ chối, và Mộ Dung Thùy còn thuyết phục ngược Phù Phi là hãy rời khỏi Nghiệp Thành để bảo toàn lực lượng; Phù Phi từ chối và Mộ Dung Thùy cho bao vây Nghiệp Thành. Tiền Tần nay phải đối mặt cả với cuộc nổi dậy của Mộ Dung Hoằng và Mộ Dung Xung, cùng với Diêu Trường ở phía tây, Nghiệp Thành vì thế không thể nhận được bất cứ tiếp viện nào, tuy vậy Mộ Dung Thùy vẫn không thể chiếm thành một cách nhanh chóng. Khi Trạch Bân thất vọng vì không được trao cho chức thừa tướng và nghĩ đến việc quay sang Tiền Tần, Mộ Dung Thùy đã giết chết ông ta. Cháu trai của Địch Bân là Địch Chân (翟真) đã nổi loạn chống lại Hậu Yên, và trong vài năm tiếp theo, trong khi phải chiến đấu với tàn dư của Tiền Tần, Mộ Dung Thùy cũng phải giao chiến với quân Đinh Linh của Trạch Chân và sau đó là Địch Thành (翟成) và Địch Liêu (翟遼). Một thời gian ngắn vào đầu năm 385, ông cũng phải chiến đấu với quân Tấn, Đông Tấn lúc đó đã chiếm được hầu hết lãnh thổ ở phía nam của Hoàng Hà và đang tạm thời liên minh với Phù Phi. Tương lai của nước Hậu Yên lúc đó thật không sáng sủa. Tuy nhiên, sau khi di chuyển về phía bắc để bình định phần lớn khu vực này là Hà Bắc, Mộ Dung Thùy cuối cùng cũng đã có thể chiếm Nghiệp Thành vào cuối năm 385 khi Phù Phi bỏ thành vào chạy về phía tây rồi xưng đế. Trong khi các ổ kháng cự của Tiền Tần vẫn còn, đến cuối năm 385 thì Tiền Yên đã kiểm soát phần lớn các lãnh thổ ở phía bắc Hoàng Hà và phía đông Thái Hành Sơn.

### Thời kỳ giữa: Cố thủ Hậu Yên
Khoảng tết năm 386, Mộ Dung Thùy quyết định xây dựng lại Trung Sơn (中山, nay thuộc Bảo Định, Hà Bắc), đang do Mộ Dung Ôn (慕容溫) quản lý, để làm kinh thành. Ông cũng xưng làm hoàng đế.
Năm 386, Thác Bạt Khuê, một hậu duệ của hoàng tộc nước Đại, đã tuyên bố phục quốc Đại vào đầu năm song sau đó lại xưng làm Ngụy vương (do vậy lập nước Bắc Ngụy) song phải đối mặt với các cuộc nổi loạn và rối ren nội bộ, đã khuất phục trước Mộ Dung Thùy và nhận làm chư hầu để tìm kiếm sự trợ giúp của Hậu Yên. Mộ Dung Thùy đã cử Mộ Dung Lân đến cứu viện và vì thế mà Bắc Ngụy được bảo vệ.
Năm 387, con trai út của Mộ Dung Thùy là Mộ Dung Nhu (慕容柔), và các con trai của Mộ Dung Bảo là Mộ Dung Thịnh và Mộ Dung Hội (慕容會) đã chạy trốn từ Tây Yên về Hậu Yên, nước Tây Yên ở vùng Sơn Tây ngày nay và khi đó do một người họ hàng xa của Mộ Dung Thùy là Mộ Dung Vĩnh cai quản. Cuối năm đó, tất cả hậu duệ của Mộ Dung Thùy và Mộ Dung Tuấn còn lưu lại Tây Yên đều đã bị Mộ Dung Vĩnh thảm sát.
Sau đó cũng trong năm 387, Mộ Dung Thùy đích thân dẫn quân đi đánh Trạch Liêu, quân Đinh Linh khi đó đang chiếm quận Lê Dương (黎陽, gần tương ứng với Hạc Bích, Hà Nam hiện tại), và Trạch Bích đã phải chịu khuất phục. Tuy nhiên, sau đó Địch Liêu lại nổi loạn và đến năm 388 lại định đầu hàng song lần này Mộ Dung Thùy đã từ chối, Trạch Liêu do vậy tự xưng làm "Thiên vương" của nước Trạch Ngụy.
Năm 388, Mộ Dung Thùy ở tuổi 62, đã giao nhiều quyền lực thường ngày cho Mộ Dung Bảo, lúc đó đang là thái tử, và chỉ đích thân quyết định các vấn đề quan trọng. Ông lập Đoàn Nguyên Phi, cháu gái của hai người vợ trước đã quá cố, làm hoàng hậu.

### Thời kỳ sau: khiến quốc gia suy yếu
Năm 391, một sự kiện đã xảy ra và nó đã khiến cho quan hệ giữa Hậu Yên và Bắc Ngụy tan vỡ. Năm đó, vua Ngụy là Thác Bạt Khuê cử em trai là Thác Bạt Cô (拓拔觚) đến Hậu Yên triều cống. Các hoàng tử của Mộ Dung Thùy đã giam giữ Thác Bạt Cô và lệnh cho Thác Bạt Khuê phải giao ngựa để đổi lấy tự do cho em trai. Thác Bạt Khuê đã từ chối và tuyệt giao quan hệ với Hậu Yên và quay sang liên minh với Tây Yên.
Năm 392, sau khi Địch Liêu và con trai là Địch Chiêu tấn công vào vùng biên giới của Hậu Yên, Mộ Dung Thùy đã đích thân dẫn quân đi đánh kinh thành Hoạt Đài (滑台, nay thuộc An Dương, Hà Nam) của Trạch Ngụy. Địch Chiêu tìm kiếm sự trợ giúp từ Tây Yên song Mộ Dung Vĩnh đã từ chối cử quân đi cứu viện, vì thế Mộ Dung Thùy đã có thể nhanh chóng vượt Hoàng Hà và chiếm Hoạt Đài, diệt nước Trạch Ngụy.
Đến mùa đông năm 393, Mộ Dung Thùy chuyển hướng chú ý sang Tây Yên. Sau khi khiến cho Mộ Dung Vĩnh tin rằng ông sẽ đánh kinh thành Trường Tử (長子, nay thuộc Trường Trị, Sơn Tây) của Tây Yên bằng cách qua Thái Hành quan (太行關, nay thuộc Tiêu Tác, Hà Nam), song thực tế ông lại tiến theo đường qua Thiên Tỉnh quan (天井關, nay thuộc Hàm Đan, Hà Nam), và nhanh chóng tiến đến Trường Tử và bắt đầu vây thành. Mộ Dung Vĩnh tìm kiếm trợ giúp từ Đông Tấn và Bắc Ngụy, song trước khi quân hai nước này có thể đến nơi thì Mộ Dung Thùy đã chiếm được thành và giết chết Mộ Dung Vĩnh, lãnh thổ của Tây Yên bị sáp nhập vào Hậu Yên.
Năm 395, do Bắc Ngụy liên tục cướp phá vùng biên giới nên Mộ Dung Thùy đã cử Mộ Dung Bảo, Mộ Dung Nông, Mộ Dung Lân, Mộ Dung Đức và Mộ Dung Thiệu dẫn khoảng 9 vạn quân đi thảo phạt Bắc Ngụy, trong đó Mộ Dung Bảo là chỉ huy. Thác Bạt Khuê đã rút quân khỏi kinh thành Thịnh Lạc (盛樂, nay thuộc Hohhot, Nội Mông) về phía tây Hoàng Hà. Quân của Mộ Dung Bảo đã đuổi theo và cuối cùng thì kiệt sức, Thác Bạt Khuê loan tin đồn thất thiệt rằng Mộ Dung Thùy đã chết, và điều này khiến quân Hậu Yên trở nên lo lắng. Trong khi đó, một số người ủng hộ của Mộ Dung Lân đã nghĩ đến việc tiến hành chính biến để giúp Mộ Dung Lân lên làm hoàng đế, và mặc dù bản thân Mộ Dung Lân không tự mình dính líu thì việc này cũng khiến hai bên nghi kị lẫn nhau. Mộ Dung Bảo do vậy quyết định rút quân. Vào mùa đông năm 395, quân Bắc Ngụy phục kích quân Hậu Yên trong trận Tham Hợp Pha, giết được nhiều quan Hậu Yên và bắt giữ phần lớn số còn lại. Mộ Dung Bảo và một số tướng lĩnh đã chạy thoát. Ban đầu, Thác Bạt Khuê định thả quân Hậu Yên bị bắt để thể hiện lòng nhân từ, song vì nghe theo lời cảnh báo của Khả Tần Kiến (可頻建) rằng nếu làm vậy sẽ cho phép quân Hậu Yên khôi phục được lực lượng một cách nhanh chóng nên Thác Bạt Khuê đã cho tàn sát tất cả lính Hậu Yên bị bắt giữ.
Mộ Dung Bảo cảm thấy bị làm nhục và khẩn cầu phụ hoàng khởi động một chiến dịch khác để chống lại Bắc Ngụy. Em ông là Mộ Dung Đức cũng khẩn cầu Mộ Dung Thùy làm như vậy. Vì thế, ông đã triệu Cao Dương vương Mộ Dung Long và Mộ Dung Thịnh quay trở lại kinh thành Trung Sơn cùng với quân tăng viện ở phía bắc của đất nước, sẵn sàng mở một cuộc tấn công chống Bắc Ngụy vào năm 396. Mộ Dung Thùy sau đó cho mở chiến dịch và nhanh chóng chiếm được Bình Thành (平城, nay thuộc Đại Đồng, Sơn Tây) của Bắc Ngụy và nhắm đến Thịnh Lạc, Thác Bạt Khuê trong hoảng loạn đã nghĩ đến việc một lần nữa bỏ Thịnh Lạc. Tuy nhiên, khi Mộ Dung Thùy dẫn quân qua Tham Hợp Pha, lính Hậu Yên trông thấy nhiều thi thể của các binh lính đồng hương đã chết trong trận trước đó và bắt đầu than khóc, Mộ Dung Thùy trở nên tức giận và xấu hổ đến nỗi đã lâm bệnh. Quân Hậu Yên bắt đầu rút lui và trên đường trở lại Trung Sơn, Mộ Dung Thùy đã qua đời ở Thượng Cốc (上谷, nay thuộc Trương Gia Khẩu, Hà Bắc), thọ 71 tuổi. Cái chết của ông không được công bố cho đến khi quân Hậu Yên về đến Trung Sơn. Mộ Dung Bảo lên kế vị song chỉ không đầy một năm sau đó, hầu hết lãnh thổ Hậu Yên rơi vào tay Bắc Ngụy.